# Centenera (Huesca)
Centenera es una localidad española perteneciente al municipio de Graus, en la Ribagorza, provincia de Huesca (Aragón). Su lengua propia es el aragonés bajorribagorzano.
Destaca su iglesia parroquial en mal estado de conservación.
En sus términos, se encuentra el despoblado de Torruella.

## Rutas
Las siguientes rutas de senderismo pasan por la localidad:
- PR-HU 49